# مقاطعة ألينديل (كارولينا الجنوبية)
مقاطعة ألينديل هي مقاطعة في كارولينا الجنوبية، تتبع كارولاينا الجنوبية، بلغ عدد سكانها 10٬419  نسمة، في 2010، عاصمتها ألينديل، تبلغ مساحتها 1٬069 كيلومتر مربع.

## الموقع
تشترك في الحدود مع:
- مقاطعة بامبرغ (كارولينا الجنوبية).

## التقسيمات الإدارية
- ألينديل.